# Paris-Roubaix 1977
La 75e édition de la course cycliste Paris-Roubaix a eu lieu le 17 avril 1977 et a été remportée en solitaire par le Belge Roger De Vlaeminck. Grâce à cette quatrième victoire, il est encore aujourd'hui le coureur le plus titré sur cette épreuve, à égalité avec Tom Boonen depuis 2012. Cette édition est la première à prendre son départ à Compiègne.

## Parcours
Cette édition est la première à partir de Compiègne. Le départ, situé à Chantilly depuis 1966, est déplacé afin de le rapprocher du Nord. Les kilomètres ainsi gagnés permettent d'effectuer des détours pour trouver de nouveaux secteurs pavés, remplaçant ceux qui ont disparu, notamment autour de Templeuve. L'arrivée s'effectue au vélodrome André-Pétrieux de Roubaix depuis 1943.

## Participants
149 coureurs prennent le départ de la course. Les principaux favoris sont les Belges Roger De Vlaeminck, vainqueur de Paris-Roubaix à trois reprises, et en ce début de saison de Tirreno-Adriatico et du Tour des Flandres, et Freddy Maertens, champion du monde en titre et à l'« apogée » de sa carrière. Le troisième coureur de ce début de saison est le Néerlandais Jan Raas, vainqueur de l'Amstel Gold Race et de Milan-San Remo. Eddy Merckx, également trois fois lauréat de Paris-Roubaix, participe aussi, pour la dernière fois. Les principaux outsiders sont André Dierickx, Walter Godefroot, Francesco Moser, Roger Rosiers, Marc Demeyer.

## Déroulement de la course
Une chute important implique plusieurs favoris avant le premier secteur pavé à Neuvilly. Une vingtaine des coureurs retardés parviennent à rattraper le peloton de 26 coureurs placé en tête. Plusieurs attaques interviennent, dont celles de Marc Demeyer, puis d'Eddy Merckx. Certains coureurs sont distancés à cause de chutes ou de crevaisons. Le groupe est composé de 22 coureurs à son passage à Mouchin.
À 25 km de l'arrivée, Roger De Vlaeminck s'échappe seul. Francesco Moser tente vainement de le rattraper. De Vlaeminck file vers une quatrième victoire. Il arrive au vélodrome de Roubaix avec une minute et 30 secondes d'avance. Willy Teirlinck, qui a attaqué à un kilomètre, est deuxième, avec neuf secondes d'avance sur Freddy Maertens.
Ce quatrième succès fait de De Vlaeminck le détenteur du record du nombre de victoires sur Paris-Roubaix. Il ne considère cependant pas cette victoire comme la meilleure. Eddy Merckx et Raymond Poulidor, premier Français, achèvent leur dernier Paris-Roubaix aux onzième et douzième places, devant Moser, futur champion du monde sur route et vainqueur des trois éditions suivantes,.

## Classement final
|    | Coureur             | Pays      | Équipe                 |    | Temps           |
| -- | ------------------- | --------- | ---------------------- | -- | --------------- |
| 1  | Roger De Vlaeminck  | Belgique  | Brooklyn               | en | 6 h 11 min 26 s |
| 2  | Willy Teirlinck     | Belgique  | Gitane-Campagnolo      | +  | 1 min 30 s      |
| 3  | Freddy Maertens     | Belgique  | Flandria-Velda-Latina  |    | 1 min 39 s      |
| 4  | Ronald De Witte     | Belgique  | Brooklyn               |    | 1 min 39 s      |
| 5  | Piet van Katwijk    | Pays-Bas  | TI-Raleigh             |    | 1 min 39 s      |
| 6  | Jan Raas            | Pays-Bas  | Frisol-Gazelle-Thirion |    | 1 min 39 s      |
| 7  | Willem Peeters      | Belgique  | IJsboerke-Colnago      |    | 1 min 39 s      |
| 8  | Dietrich Thurau     | Allemagne | TI-Raleigh             |    | 1 min 39 s      |
| 9  | Herman Van Springel | Belgique  | IJsboerke-Colnago      |    | 1 min 39 s      |
| 10 | Hennie Kuiper       | Pays-Bas  | TI-Raleigh             |    | 1 min 39 s      |